# Liste der Kulturdenkmäler in Kestert
In der Liste der Kulturdenkmäler in Kestert sind alle Kulturdenkmäler der rheinland-pfälzischen Ortsgemeinde Kestert aufgeführt. Grundlage ist die Denkmalliste des Landes Rheinland-Pfalz (Stand: 8. Dezember 2023).

## Einzeldenkmäler
| Bezeichnung                       | Lage                | Baujahr         | Beschreibung                                                                                      | Bild                           |
| --------------------------------- | ------------------- | --------------- | ------------------------------------------------------------------------------------------------- | ------------------------------ |
| Katholische Pfarrkirche St. Georg | Kirchstraße 31 Lage | 1779            | dreiachsiger Saalbau, 1779, 1958 erweitert                                                        | weitere Bilder Fotos hochladen |
| Wohnhaus                          | Kirchstraße 39 Lage | 16. Jahrhundert | Fachwerkhaus, teilweise massiv, verputzt und verschiefert, wohl aus dem 16. Jahrhundert           | BW                             |
| Wohnhaus                          | Kirchstraße 59 Lage | 17. Jahrhundert | Wohnhaus, teilweise massiv, Zierfachwerk wohl noch aus dem 17. Jahrhundert                        | Fotos hochladen                |
| Wohnhaus                          | Kirchstraße 67 Lage | 16. Jahrhundert | verputztes Fachwerkhaus, wohl aus dem 16. Jahrhundert                                             | Fotos hochladen                |
| Wohnhaus                          | Rheinstraße 41 Lage | 16. Jahrhundert | Fachwerkhaus, teilweise massiv, verputzt und verschiefert, eventuell noch aus dem 16. Jahrhundert | BW                             |